# Baltasar de Bacardí i de Janer
Baltasar de Bacardí i de Janer   (Barcelona, 1814 - 1888) fou un empresari català.

## Biografia
Fill de Ramon de Bacardí i Cuyàs i germà d'Alexandre de Bacardí i de Janer.
En començar la Restauració borbònica, estava integrat en el grup d'alfonsins que havien donat suport al retorn d'Alfons XII, i per això el 1876 era membre del consistori municipal de Barcelona. Posteriorment també fou el director de la delegació a la ciutat del Banc d'Espanya. Paral·lelament va actuar com a vocal i membre d'algunes companyies de ferrocarrils i de finances.